# Касансай (река)
Касансай (кирг. Касан-сай, узб. Kosonsoy) — река в Кыргызстане и Узбекистане, правый приток реки Сырдарьи. В верхнем течении — Чалкидысай.
Длина — 127 км, площадь бассейна 1780 км². Берёт начало на южном склоне Чаткальского хребта в Западном Тянь-Шане.
Течёт вначале в узкой горной долине, в нижнем течении вступает в Ферганскую долину. На подходе к Ферганской долине река поворачивает на юг, пересекает границу Кыргызстана с Узбекистаном, течёт через город Касансай (Наманганской области Узбекистана), продолжая своё движение на юг, проходит по городу Туракурган (там же) и поворачивает к западу от областного центра области г. Наманган к Сырдарье.
Средний годовой расход воды у кишлака Баймак (52 км от устья) 11,6 м³/с. Ниже по течению используется для орошения сельскохозяйственных земель.
На реке Касансай в Джалал-Абадской области Кыргызстана построено Касан-Сайское водохранилище, которое теперь на кыргызском языке называется «Орто-Токой» (нельзя это смешивать с одноимённым поселком Орто-Токой, находящимся на востоке (около 700 км), на границе Нарынской и Иссык-Кульской областей, у которого в 1960 году сооружено Касан-Сайское водохранилище. 